# Corydalis laelia
Corydalis laelia är en vallmoväxtart som beskrevs av David Prain. Corydalis laelia ingår i släktet nunneörter, och familjen vallmoväxter. Inga underarter finns listade i Catalogue of Life.